# Рекаш
Рекаш (рум. Recaș) — город в Румынии в жудеце Тимиш.

## История
В документах XIV века упоминается находившаяся в этих местах деревня Рыгахтелуке. Земли принадлежали то одним венгерским феодалам, то другим, постепенно развиваясь, но в 1514 году пострадали от восстания Дьёрдя Дожи, а затем были завоёваны Османской империей. В 1716 году во время австро-турецкой войны Банат был занят войсками Евгения Савойского, и по Пожаревацкому миру эти земли отошли Габсбургской монархии, образовавшей на них Темешварский банат. В связи с сильным опустошением земель в ходе военных действий сюда стали привлекать переселенцев, и здесь поселились люди из центральной Европы, известные как дунайские швабы, в результате чего немцы составили здесь большинство населения.
В начале XX века многие местные обитатели эмигрировали в Америку. С 1921 года по Трианонскому договору эти земли вошли в состав Румынии. После второй мировой войны немцы стали покидать эти места, а вместо них поселялись румыны.
В 2004 году Рекаш получил статус города.